# 阿姆斯特丹南

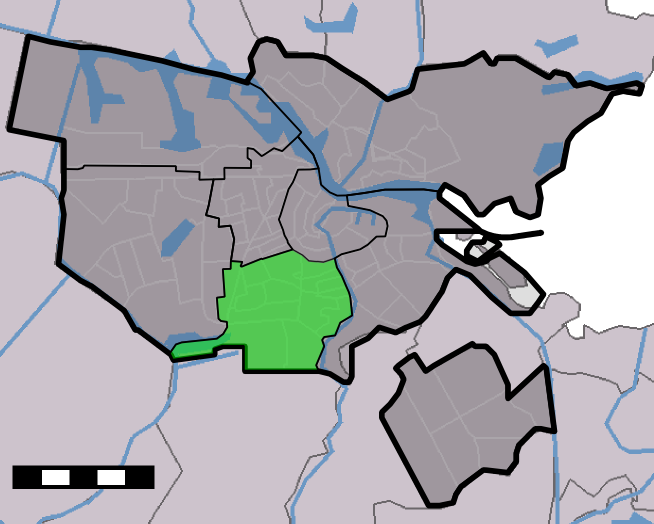
阿姆斯特丹南的位置

阿姆斯特丹南（Amsterdam-Zuid）是荷蘭阿姆斯特丹的行政區之一。阿姆斯特丹南創建於2010年，由四個行政區劃合併而成。阿姆斯特丹南在2013年有人口約13.8萬人。阿姆斯特丹南是阿姆斯特丹人口密度最高的區之一，也是阿姆斯特丹戶均收入最高的行政區。

## 外部連結
- 维基导游上有關en:Amsterdam-Zuid的旅行指南（英文）
- Borough of Amsterdam-Zuid

52°20′47″N 4°51′31″E / 52.34639°N 4.85861°E